# ザカリア・バカリ
ザカリア・バカリ（Zakaria Bakkali, 1996年1月26日 - ）は、ベルギー・リエージュ出身のサッカー選手。RKCヴァールヴァイク所属。ポジションはミッドフィールダー。モロッコにルーツを持つ。

## 経歴

### 幼少期
地元リエージュのユースチームでキャリアをスタートさせ、2005年にスタンダール・リエージュのユースチームに移籍した。

### クラブ
2008年にオランダのPSVアイントホーフェンユースに移籍し、2013年7月30日、UEFAチャンピオンズリーグ 2013-14のSVズルテ・ワレヘム戦でプロデビューを飾り、8月7日、ズルテ・ワレヘム戦でプロ初得点を記録した。3日後のNECナイメヘン戦ではエールディヴィジ初出場を果たし、リーグ戦初得点を含むハットトリックを達成した。
2015年7月6日、バレンシアCFに移籍した。
2017年7月14日、デポルティーボ・ラ・コルーニャにレンタル移籍した。
2018年7月3日、RSCアンデルレヒトに移籍した。
2021年2月1日、KベールスホットVAにシーズン終了までレンタル移籍した。
2022年8月3日、RKCヴァールヴァイクに2年契約で移籍した。

## 代表歴
ベルギー代表として各年代でプレーし、2013年にトゥーロン国際大会に出場した。
2013年10月15日に行われた、2014 FIFAワールドカップ・ヨーロッパ予選のウェールズ代表戦でA代表初出場を果たした。

## タイトル

### クラブ
PSVアイントホーフェン
- エールディヴィジ : 2014-15

## 個人成績

### クラブでの成績
2014年2月4日現在
| シーズン | クラブ                | 番号 | エールディヴィジ | エールディヴィジ | KNVBカップ | KNVBカップ | UEFA EL | UEFA EL | シーズン 通算 | シーズン 通算 |
| シーズン | クラブ                | 番号 | 出場             | 得点             | 出場       | 得点       | 出場    | 得点    | 出場          | 得点          |
| -------- | --------------------- | ---- | ---------------- | ---------------- | ---------- | ---------- | ------- | ------- | ------------- | ------------- |
| 2013-14  | PSVアイントホーフェン | 19   | -                | -                | 1          | 0          | -       | -       | -             | -             |
| 通算     | 通算                  | 通算 | -                | -                | 1          | 0          | -       | -       | -             | -             |